# Winfield Dunn

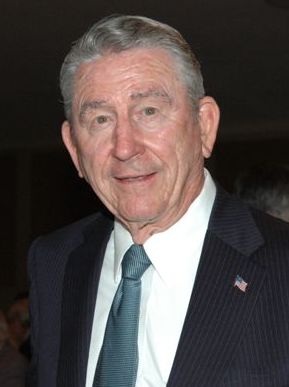
Winfield Dunn (August 2007)

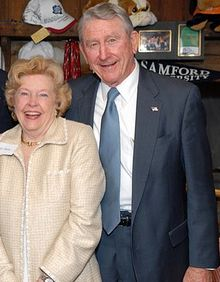
Winfield Dunn mit seiner Ehefrau (November 2007)

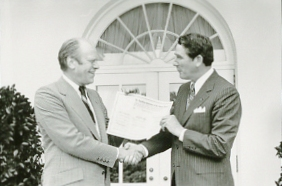
US-Präsident Gerald Ford und Winfield Dunn (September 1974)

Winfield Culberson Dunn (* 1. Juli 1927 in Meridian, Mississippi; † 28. September 2024 in Nashville, Tennessee) war ein US-amerikanischer Politiker und Geschäftsmann. Er war von 1971 bis 1975 der 50. Gouverneur des Bundesstaates Tennessee.

## Frühe Jahre und politischer Aufstieg
Winfield Dunn war der Sohn von Aubert C. Dunn, seines Zeichens von 1935 bis 1937 Mitglied des Repräsentantenhauses der Vereinigten Staaten für den Bundesstaat Mississippi. Sein Vater war im Gegensatz zu Winfield Dunn Mitglied der Demokratischen Partei.
Nach der Schulzeit nahm der junge Winfield Dunn im pazifischen Raum als Marinesoldat am Zweiten Weltkrieg teil. Im Jahr 1950 absolvierte er die University of Mississippi, anschließend studierte er Zahnmedizin an der University of Tennessee und eröffnete nach Abschluss des Studiums eine Zahnarztpraxis in Memphis.
Dunn wurde schon früh Mitglied der Republikanischen Partei. Im Jahr 1952 war er ein Anhänger von Dwight D. Eisenhower, als sich dieser erfolgreich um die Präsidentschaft bewarb. Zehn Jahre später, 1962, unternahm er einen erfolglosen Versuch, in das Repräsentantenhaus von Tennessee gewählt zu werden. 1964 unterstützte er Barry Goldwater bei den Präsidentschaftswahlen. Im Jahr 1968 war er Delegierter zur Republican National Convention und unterstützte die Präsidentschaftskandidatur von Richard Nixon. 1970 gelang es ihm, die Nominierung seiner Partei für die Wahl zum Gouverneur von Tennessee zu erringen.

## Gouverneur von Tennessee
Überraschenderweise konnte Dunn die Wahlen gegen seinen demokratischen Herausforderer John Jay Hooker gewinnen. Damit war er der erste republikanische Gouverneur von Tennessee seit Alfred A. Taylor, der von 1921 bis 1923 amtierte. Die Wahl eines Republikaners zum Gouverneur von Tennessee fiel in eine Zeit, da die Republikaner im Süden ganz allgemein wieder mehr an Boden gewannen. Als Gouverneur setzte sich Dunn für ein landesweites Kindergartenprogramm ein, förderte den weiteren Ausbau der Autobahnen und reorganisierte die Verwaltung des Staates. Der Gouverneur war sehr auf einen fairen Ausgleich zwischen allen Interessengruppen bedacht. Er holte Republikaner und Demokraten aus allen Teilen des Staates in seine Regierung.

## Späteres Leben
Nach dem Ende seiner vierjährigen Amtszeit im Jahr 1975 wurde er ein erfolgreicher Geschäftsmann in Memphis. Er war Vorsitzender des Kuratoriums der University of Tennessee und engagierte sich für wohltätige Vereinigungen. Außerdem blieb er weiterhin der Politik verbunden. Außer einem erfolglosen Versuch, 1986 noch einmal zum Gouverneur gewählt zu werden, unterstützte er noch sowohl George Bush als auch dessen Sohn George W. Bush in deren Wahlkämpfen. Im Jahr 2004 war er einer der Wahlmänner für George W. Bush im Electoral College. Vier Jahre später war er erneut Wahlmann im Electoral College, diesmal für John McCain.
Dunn war seit 1950 bis zu seinem Tod mit Betty Pritchard verheiratet. Der Ehe entstammen drei Kinder, Chuck, Gayle und Julie.